# Jagmeet Singh
Jagmeet Singh (ur. 2 stycznia 1979 r. w Scarborough) – kanadyjski polityk i prawnik, od 2017 r. lider Nowej Partii Demokratycznej.

## Życiorys
Urodził się 2 stycznia 1979 r. w Scarborough na przedmieściach Toronto, w rodzinie sikhijskich emigrantów z Pendżabu w północnych Indiach jako najstarsze z trójki dzieci. Wychowywał się Windsor, mieście graniczącym z należącym do USA Detroit. W młodości doświadczył rasizmu i przemocy seksualnej ze strony swojego trenera, ponadto zmagał się z przemocowym ojcem alkoholikiem. Pod wpływem tych doświadczeń zaczął działać na rzecz zwalczania dyskryminacji i niesprawiedliwości społecznej.
Po ukończeniu liceum przeniósł się do Londynu w Ontario, gdzie uzyskał dyplom z prawa. Podczas studiów angażował się w inicjatywy związane z ochroną praw człowieka i od aktywizmu przechodził stopniowo do polityki. W 2011 r. zaczął karierę polityczną jako pierwszy członek parlamentu prowincji Ontario w turbanie i zasiadał w nim do 2017 r.
W 2017 r. został szefem Nowej Partii Demokratycznej, a w 2019 r. parlamentarzystą krajowego parlamentu Kanady z okręgu Burnaby South. Popiera postulaty podniesienia płacy minimalnej, podatku progresywnego, opodatkowania wielkich korporacji (w tym internetowych), budownictwa komunalnego, powszechnego systemu opieki zdrowotnej, równouprawnienia LGBT+, ochrony środowiska oraz antyrasistowskie.
W 2021 r. jego partia była czwartą co do wielkości w kanadyjskim parlamencie, a on sam według badań opinii publicznej najbardziej lubianym krajowym politykiem. Ponadto powszechnie uważany był za bardzo stylowego, w związku z czym otrzymał sesję dla magazynu „GQ”.
Jego brat Gurratan Singh w latach 2018–2022 był członkiem parlamentu stanu Ontario.